# Harpactea albanica
Harpactea albanica là một loài nhện trong họ Dysderidae.
Loài này thuộc chi Harpactea. Harpactea albanica được miêu tả năm 1949 bởi Caporiacco.